# Gunung Gemiring
Gunung Gemiring är ett berg i Indonesien.   Det ligger i provinsen Aceh, i den västra delen av landet, 1 600 km nordväst om huvudstaden Jakarta. Toppen på Gunung Gemiring är 2 985 meter över havet, eller 104 meter över den omgivande terrängen. Bredden vid basen är 1,8 km. Gunung Gemiring ingår i Van Daalen Mountains.
Terrängen runt Gunung Gemiring är bergig åt nordost, men åt sydväst är den kuperad. Trakten runt Gunung Gemiring är nära nog obefolkad, med mindre än två invånare per kvadratkilometer. I omgivningarna runt Gunung Gemiring växer i huvudsak städsegrön lövskog.